# Андеграунд
Андегра́унд, или андергра́унд (от англ. underground — подполье, подпольный) — совокупность творческих направлений в современном искусстве (музыке, литературе, кино, изобразительном искусстве и др.), противопоставляющихся массовой культуре, мейнстриму и официальному искусству. Андеграунд включает в себя неформальные, независимые или запрещённые цензурой виды и произведения искусства. Граница между андеграундом и мейнстримом всегда размыта, так как многие виды и произведения искусства, начинавшиеся как андеграунд, со временем стали популярными и массовыми.
Для андеграунда характерны разрыв с господствующей идеологией, игнорирование стилистических и языковых ограничений, отказ от общепринятых ценностей, норм, социальных и художественных традиций, нередко — эпатаж публики, бунтарство. Андеграунд отвергает и часто нарушает принятые в обществе политические, моральные и этические ориентации и стереотипы поведения, внедряя в повседневность новые схемы поведения. Типичная тематика американского и европейского андеграунда — «сексуальная революция», наркотики, антирелигиозность, проблемы маргинальных групп.

## История
Термин возник и начал употребляться во второй половине XX века. К андеграунду относили некоторые виды рок-музыки, такие как экстремальный и авангардный метал и гранж. К этому понятию со стороны хип-хопа можно отнести джи-фанк и гангста-рэп. Часто латиноамериканцы и афроамериканцы бедных районов собирались в небольшие группы под мостами, в парках и старых клубах для «чеканки» и «рэп-баттлов». Впоследствии из таких «тусовок» и произошли андеграундные стили, позже ставшие весьма популярными.
В СССР андерграунд приобрёл иные формы. Из-за официальной цензуры почти всякое неофициальное, то есть не признанное властями, искусство, включая музыку и литературу, оказывалось андерграундом и, пытаясь существовать, иногда было вынуждено создавать свою субкультуру. Так появлялись независимые книжные публикации — самиздат, андеграундное распространение музыки — магнитиздат, неофициальные концерты — квартирники. Кроме того, значительная часть советского андерграунда была политизирована, так как любая оппозиционность в массовом искусстве была исключена из-за той же цензуры.